# Wolfgang Eckert (Schriftsteller)

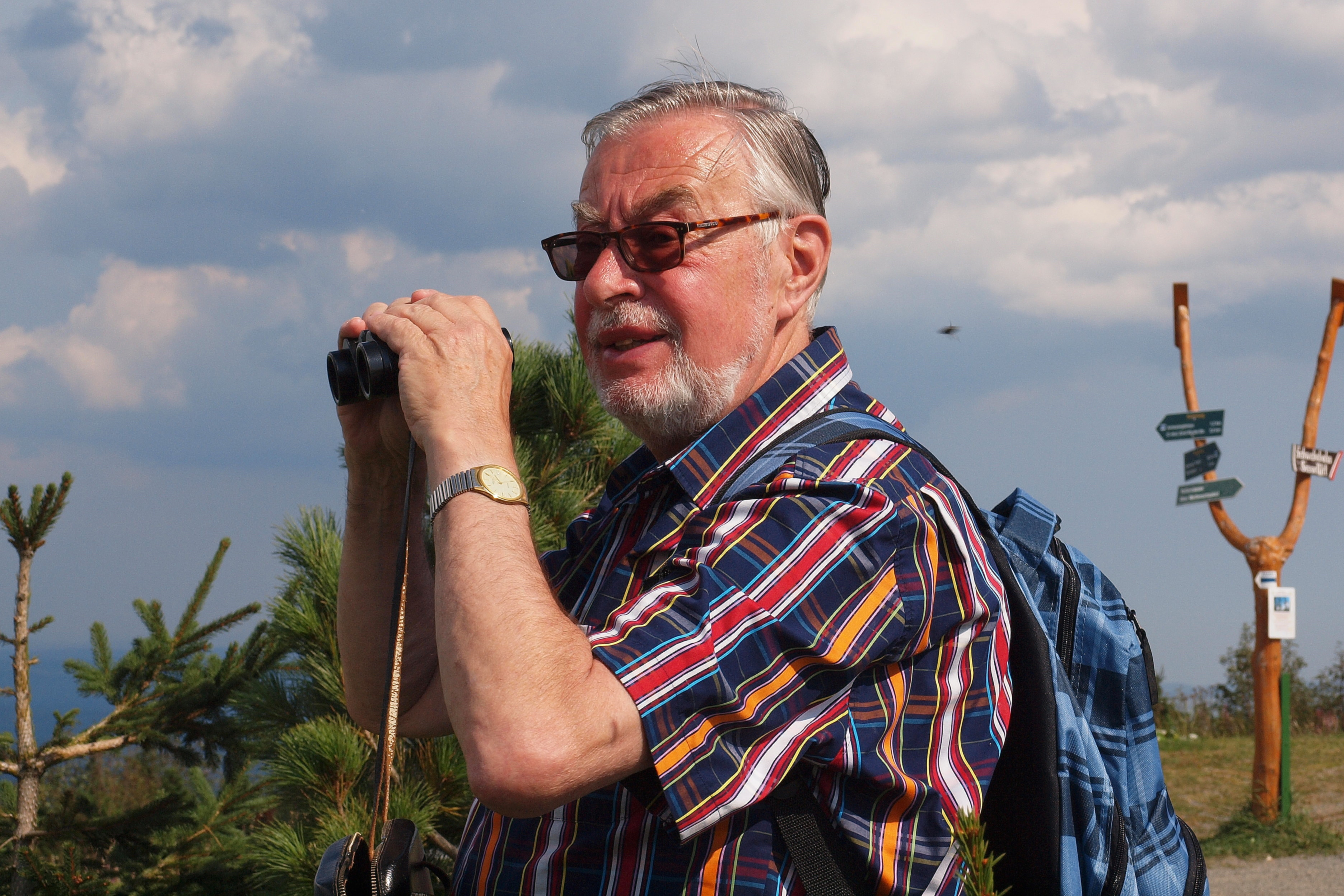
Wolfgang Eckert (2012)

Wolfgang Eckert (* 28. April 1935 in Meerane) ist ein deutscher Schriftsteller.

## Leben
Wolfgang Eckerts Vater war Appreteur, Weber und Transportarbeiter. Die Mutter war Spinnerin, Vorbereitungsarbeiterin und Schärerin in der Weberei. Eckert ging als Grundschüler von 1941 bis 1949 in die Meeraner Tännichtschule. Bis 1952 besuchte er die Meeraner Webschule mit dem Abschluss als Wollstoffmacher. Von 1952 bis 1958 war er Vorbereitungsarbeiter und vorrangig Handweber in der mechanischen Weberei der Fa. Ernst Dressel in Meerane. Bis 1960 war er als Vorbereitungsarbeiter und Handweber im Meeraner VEB „Palla“ tätig.
Von 1960 bis 1963 absolvierte er ein Hochschulstudium am Institut für Literatur „Johannes R. Becher“ in Leipzig. Anschließend kehrte er als Leiter der Gewerkschaftsbibliothek in den VEB „Palla“ zurück. Er war dort halbtags beschäftigt und widmete sich in seiner Freizeit seiner schriftstellerischen Tätigkeit. Während seiner Zeit als Leiter der Bibliothek gründete er den Literaturklub des VEB „Palla“. Dort stellte er Autoren der Weltliteratur, der DDR und der BRD vor und lud Schriftsteller zu Lesungen ein. Seine Nachfolgerin, die Bibliothekarin Helga Döbler, führte den Klub weiter. Er betreute das Programm bis zur Auflösung des Literaturklubs 1989 weiter.
Von 1964 bis 1990 war er künstlerischer Betreuer des Zirkels Schreibender des Kulturbundes des Kreises Glauchau. Zweimal erhielt dieser Zirkel eine Goldmedaille bei den Arbeiterfestspielen in Neustrelitz und Magdeburg. Aus dem Zirkel ging der Schriftsteller Hans Brinkmann hervor. 1990 löste sich der Zirkel auf.
1970 führte ihn die Stasi kurze Zeit als Inoffizieller Mitarbeiter. Laut seiner Autobiografie Ich war ein Spitzeltäter verweigerte er eine Mitarbeit und wurde seitdem weiter von der Stasi beobachtet. 
Eckert trat nach den Ereignissen in Chile 1973, mit dem Tod Salvador Allendes und Pablo Nerudas, der SED bei. Er war von 1976 bis 1981 Bezirkstagsabgeordneter des Bezirkes Karl-Marx-Stadt. Er war dort in der Kommission für Kunst und Kultur tätig und vertrat den Schriftstellerverband des Bezirkes Karl-Marx-Stadt. 1978/79 und 1981/82 besuchte er zwei Sonderkurse am Leipziger Literaturinstitut. 
In den 1980er Jahren gründete Eckert den Literaturklub des VEB Meßgerätewerk Zwönitz im Erzgebirge, den er zusammen mit der Bibliothekarin Ilona Holley bis zu dessen Auflösung 1989 führte. 
Vor der Wende 1989 bat er, seine 1988 eingereichte Austrittserklärung aus der SED anzuerkennen, was dann dementsprechend geschah. Er gehört seitdem keiner Partei mehr an. 
Von 1989 bis 1992 war er Redakteur beim Meeraner Blatt, danach kurze Zeit arbeitslos und von 1992 bis 1993 Referent des sächsischen Landtagsabgeordneten Joachim Schindler (SPD). Seit 1993 ist Eckert wieder als Schriftsteller tätig. 
Eckert ist verheiratet und hat einen Sohn.

## Werk
Von 1970 bis 2022 schrieb Eckert als freiberuflicher Schriftsteller zwei Fernsehspiele, ein Theaterstück, zwei Romane, Erzählungen, Feuilletons, Geschichten, Aphorismen, Autobiografien, eine Biografie und Gedichte. Außerdem verfasste er Beiträge für 24 Anthologien sowie Artikel für zahlreiche Zeitungen. Eckerts Erzählweise reicht von humoristischen, ironisch-satirischen, politisch bissigen bis hin zu ernsten Tönen. Vorrangig wendet er sich der Gegenwart zu und vertritt die Ansicht, dass sich Literatur einmischen, also streitbar sein sollte. Als eines seiner Vorbilder in Haltung und Schreibweise nennt er Erich Kästner. In vielen seiner Arbeiten gibt seine Geburts- und Heimatstadt Meerane den Hintergrund.

## Auszeichnungen
- Förderpreis des Institutes für Literatur  „J. R. Becher“ Leipzig und des Mitteldeutschen Verlages Halle 1972
- Hans-Marchwitza-Preis der Akademie der Künste der DDR 1974
- Kurt-Barthel-Preis des Bezirkes Karl-Marx-Stadt 1983
- Johannes-R.-Becher-Medaille in Silber und Bronze des Kulturbundes der DDR
- Bürgermedaille der Stadt Meerane 2016

## Publikationen
- Mit Ehrwürden fing alles an Fernsehspiel 1970
- Ein Tag in meinem Leben Fernsehspiel 1972
- Schienenballade Schauspiel 1973, Uraufführung in Rostock
- Pardon – sagen wir du? Erzählungen. Illustrationen Rolf Kuhrt. Mitteldeutscher Verlag Halle 1973 Best.Nr.: 683 289 2
- Familienfoto Roman. Mitteldeutscher Verlag Halle 1982 Best. Nr.: 638 604 1 bzw. Verlag BS Rostock 2004 ISBN 3-89954-081-6
- Plötzlich lachte Doktor Bunsen Erzählungen. Illustrationen Thomas Schleusing. Mitteldeutscher Verlag Halle 1990 ISBN 3-354-00549-1
- Der Meeraner Bote Feuilletons. Vignetten Egbert Herfurth. Chemnitzer Verlag 1991 ISBN 3-928678-00-0
- Sachsen – heiter betrachtet Fröhlicher Reiseführer. Illustrationen Barbara Henniger. TOMUS Verlag München 1992 ISBN 3-8231-0560-4
- Da drieber lachn mir Saggsn Anekdoten und Witze. Illustrationen Ralph Alex Fichtner. TOMUS Verlag München 1993 ISBN 3-8231-0333-4
- Erzgebirge Bildband. Text Wolfgang Eckert. Fotos Alex. M. Mosler. Verlag C. J. Bucher München 1994 ISBN 3-7658-0845-8
- Heimat, deine Sterne. Leben und Sterben des Erich Knauf. Biografie Chemnitzer Verlag 1998 ISBN 3-928678-40-X
- Sächsische Morde Kriminalfälle. Verlag Neues Leben Berlin 1998 ISBN 3-360-00852-9
- Ich war ein Spitzeltäter Autobiografie. Ingo Koch Verlag Rostock 2002 ISBN 3-935319-58-4
- Leise tönt das Martinshorn Feuilletons. Ingo Koch Verlag Rostock 2004 ISBN 3-937179-44-5
- Leute sind andere Menschen Aphorismen. Illustrationen Egbert Herfurth. Ingo Koch Verlag Rostock 2006 ISBN 3-938686-73-1
- Werter Herr Abgeordneter. Ein vertraulicher Briefwechsel. Satire. Mit Hanskarl Hoerning. Eulenspiegel Verlag Berlin 2008 ISBN 978-3-359-02216-9
- Das ferne Leuchten der Kindheit Autobiografie. Mironde Verlag Niederfrohna 2010 ISBN 978-3-937654-40-9
- Rettet die Clowns Gedichte. Illustrationen Birgit Eichler. Mironde Verlag Niederfrohna 2011 ISBN 978-3-937654-61-4
- Der Kinderbaum Roman. Ingo Koch Verlag Rostock 2015 ISBN 978-3-86436-390-0
- Aus der Traum? Plädoyers gegen den Verfall der Natur. Omnino Verlag Berlin, 2017 ISBN 978-3-958940-44-4
- Der Mensch hat zwei Augen. Damit er auf dem einen blinzeln kann. Aphorismen. Omnino Verlag Berlin, 2017 ISBN 978-3-958940-52-9 (Buch)
- Heimat, deine Sterne. Leben und Sterben des Erich Knauf. Biografie, Erweiterte Ausgabe, Vergangenheitsverlag Berlin 2018, ISBN 978-3-86408-242-9
- Die Einsamkeit der Wörter. Essays über den Sinn des Schreibens. Omnino Verlag Berlin, 2019 ISBN 978-3-95894-128-1
- Die letzten Blumen sieht man nicht. Kriminalroman. Omnino Verlag Berlin, 2020 ISBN 978-3-95894-146-5
- Die Wahrheit ist ein Chamäleon. Aphorismen und andere merkwürdige Gedanken. Aphorismen. Omnino Verlag Berlin, 2022 ISBN 978-3-958942-15-8
- Zerrissenes Kind. Roman. Omnino Verlag Berlin, 2023, ISBN 978-3-95894-254-7 (Klappenbroschur)
- Intensivstation Erde. Ein Rettungsversuch. Omnino Verlag Berlin, 2024, ISBN 978-3-95894-318-6